# Mandeeni
Denumirea de mandeean derivă din termenul aramaic manda care înseamnă „cunoaștere”, prin urmare, mandeenii sunt „oamenii conștiinței”, ai gnozei.
Mandeenismul este o religie gnostică.
Învățătura Mandeenilor și locația.
- Existența râului de la început;
- Dumnezeu a făcut și binele și răul;
- Satana, este stăpânul întunericului;
- Cele două împărații, a binelui și râului nu au margini, sunt infinite;
- Nu recunoșteau decât Noul Testament;
- Erau celibatari convinși;
- Consumau doar fructe și legume, hrana inițială a omului;
- Erau grupați în principal din două grupuri, membrii obișnuiți și membrii de elită;
- Erau de acord cu sfârșitul apocaliptic al pământului și cu pedeapsa cu focul veșnic;
- Conducătorul lor Manes declara că el este Mângâietorul;